# Till Briegleb
Till Briegleb (* 16. Oktober 1962 in München) ist ein deutscher Journalist, Autor, Dramaturg und Musiker.

## Leben und Wirken
Briegleb studierte Politik und Germanistik in Hamburg. In den Achtzigern war er zunächst als Musiker und Autor aktiv in der als „Hamburger Schule“ berühmt gewordenen Musikszene der Stadt, ab 1985 als Mitbegründer der deutschen Musikkulturzeitung „NUVOX“. Im Rahmen dieser Publikation veranstaltete er Festivals und Ausstellungen unter anderem in der Hamburger Markthalle. Als Sänger und Gitarrist der Band „Jesus Burning Liquor“ veröffentlichte er die Platten „Steifen“ (1989), die Aufnahme fand in den Katalog der wichtigsten Hamburger Alben zwischen 1960 und 2020, „Sounds of Hamburg“, sowie „Last Exit to Wonderland“ (1990). Die Band tourte in Deutschland und Europa, unter anderem als Vorband von „Firehose“, „Screaming Trees“ und „Soul Asylum“.
1991 wurde Briegleb Kulturredakteur der taz in Hamburg. Im Anschluss arbeitet er von 1997 bis 2002 in der gleichen Funktion bei der Wochenzeitung Die Woche. Anschließend schrieb er als freier Autor unter anderem für Die Zeit und die Süddeutsche Zeitung. 2006 wechselte er als Textchef zum Kunstmagazin art. Seit 2007 schreibt er als fester Autor für das Feuilleton der Süddeutschen Zeitung und art, dort auch als Architektur-Kolumnist mit den Rubriken „Sofort wieder abreißen“ (bis 2017) und „Außer Haus“. Außerdem verfasste er Beiträge für diverse deutschsprachige Magazine, darunter brand eins, mare, Du, Architektur & Wohnen, Häuser und Theater heute.
Als Buchautor und Herausgeber veröffentlichte Briegleb zahlreiche Katalogbeiträge etwa zu Christoph Schlingensief, Erik van Lieshout, Paul Klee, Annette Kurz, Gerd Schmidt Vanhove, Till Velten, Peter Zimmermann, Werner Nöfer oder zu der großen Ausstellung über Scham in der Kunst, „Die innere Haut“, am Marta Herford.
Sein Essay „Die diskrete Scham“ in der Bibliothek der Lebenskunst im Insel Verlag behandelt die positive zivilisatorische und kulturhistorische Bedeutung der Beschämung. Briegleb schrieb außerdem verschiedene Bücher über Architekturbüros, etwa zu Christoph Ingenhoven, Berschneider + Berschneider, Bogevischs Buero oder Braunger Wörtz.
Seine umfangreiche Monografie über das Reiterstandbild „Pferd und Reiter/in“ erschien 2021 und lieferte den Anstoß zu einem Monument von Angela Merkel zu Pferd. Anlässlich von Brieglebs buchbegleitender Fotoausstellung im Tempel Museum Etsdorf im Oktober 2021 ließ der Künstler Wilhelm Koch ein goldenes Reiterstandbild der ehemaligen Kanzlerin im 3D-Druck erstellen und im Rahmen der Eröffnung enthüllen. 2023 brach das Monument zusammen.
Briegleb war Mitglied zahlreicher Auswahljurys, etwa des Berliner Theatertreffens von 2002–2005 und von 2014–2017, der Autorentheatertage am Deutschen Theater 2014 sowie des Mülheimer „Stücke“-Festivals von 2006–2013.
Für die Opernproduktionen von Ersan Mondtag arbeitet er seit 2019 als Konzeptions- und Produktionsdramaturg. Nach „Der Schmied von Gent“ von Franz Schreker (2019) und Kurt Weills „Der Silbersee“ (2021) folgt im Herbst 2024 mit Richard Strauss’ „Salome“ die dritte gemeinsame Produktion an der Opera Vlaanderen in Antwerpen und Gent.
„Der Schmied von Gent“ gewann die OPER! Awards 2020 für Bühne und Kostüm. „Silbersee“ erhielt die Auszeichnung als beste Europäische Ko-Produktion von „France's Professional Association of Theatre, Music and Dance Critics“ 2022.
Für „Silbersee“, die Produktionen von Carl Maria von Webers „Der Freischütz“ am Staatstheater Kassel sowie Heinrich Marschners Oper „Der Vampyr“ an der Staatsoper Hannover erarbeitete Briegleb neue Text- und Spielfassungen.
Mit der Band „Die Handlung“ hat Briegleb drei Alben veröffentlicht: „Der Schaden ist gemacht“ (2012), „In dieser Stadt“ (2017) und „Zwischenzeit“ (2023).

## Werke
- Braunger Wörtz Architekten: Berthold Braunger | Marcus Wörtz. Büro Wilhelm Verlag, Ambach 2023, ISBN 978-3-948137-77-9.
- Pferd und Reiter/in: Geschichte eines Monuments. Büro Wilhelm Verlag, Ambach 2021, ISBN 978-3-948137-36-6.
- Berühmt Berüchtigt: Ein nicht ganz offizielles Glossar der ersten 100 Jahre am Lerchenfeld. Material Verlag, Hamburg 2013, ISBN 978-3-938158-98-2.
- Die diskrete Scham. Insel Verlag, Frankfurt am Main 2009, ISBN 3-458-17438-9.
- Eine Vision wird Wirklichkeit – Auf historischem Grund: Die Elbphilharmonie entsteht. Murmann Publishers, Hamburg 2007, ISBN 978-3-938017-91-3.
- Ingenhoven, Overdiek und Partner – Hochhaus RWE AG Essen. Birkhäuser Verlag, Basel 1999, ISBN 978-3-7643-6107-5.